# Smith & Wesson Model 15
Smith & Wesson Model 15 (рус. Смит энд вессон Модель 15) — шестизарядный револьвер производства США.

## История
Револьвер был разработан на основе конструкции модели "Smith & Wesson Military & Police" и представлен в 1949 году под названием "Smith & Wesson K-38 Combat Masterpiece", в 1957 году в связи с переходом компании на новую систему нумерации моделей получил наименование "Smith & Wesson Model 15", серийно производился в нескольких вариантах исполнения до 1999 года.
В 2011 году было выпущено ещё некоторое количество этих револьверов.

## Варианты и модификации
- Smith & Wesson Model 67 - вариант Smith & Wesson Model 15, изготовленный из нержавеющей стали. Выпускался в 1972 году

## Страны-эксплуатанты
- Австралия - в связи с проведением в 1956 году Олимпийских игр в Мельбурне в законодательство страны были внесены изменения, разрешившие спортивную стрельбу из пистолетов и револьверов для членов стрелковых клубов. После этого некоторое количество револьверов "Smith & Wesson K-38 Combat Masterpiece" было закуплено для стрелковых клубов (по состоянию на начало 1978 года они являлись наиболее распространенным образцом револьверов под патрон .38 Special в стрелковых клубах Австралии)[1]
- США - партия револьверов была закуплена для ВВС США[2] (1 марта 2019 года они были официально сняты с вооружения и заменены на 9-мм полуавтоматические пистолеты)[3], министерства финансов и нескольких полицейских департаментов[4], также они использовались частными охранными структурами и продавались в качестве гражданского оружия[5].
- Никарагуа - партия револьверов была закуплена для национальной гвардии